# Svensk lapphund
För andra betydelser, se Lapphund.
Svensk lapphund är en hundras från Sverige. Liksom de två andra raserna av lapphund räknas den som en vallande spets. Traditionellt har den varit samernas renvallare, jakt- och gårdshund.
Idag är den en sportig sällskapshund som visar sin förmåga inom lydnadsprov, rallylydnad, agility, bruksprovsgrenarna sök och spår samt som eftersökshund i viltspårprov. I USA kan svenska lapphundar delta i vallhundsprov. I Norden kan hundar av samtliga raser bli vallhundschampion. Här finns fortfarande arbetande svenska lapphundar. Dock ska lapphundens jakt- och spåregenskaper inte glömmas då den ibland används vid såväl älg-, björn- och fågeljakt, samt som spår- och eftersökshund.

## Historia
Samernas hundar omskrevs mot slutet av 1700-talet av Linnélärjungen Carl Peter Thunberg (1743-1828): "Renens trogne följeslagare och vagtare, en af de bästa arter. Kommer stundom med Lappar och Ångermänner till Upland; af en Räfs storlek." Första gången samernas hundar beskrevs var i Johannes Schefferus' (1621-1679) Lapponia som utkom 1673 i Frankfurt am Main.
De tre första hundarna som upptogs i Svenska Kennelklubbens (SKK) första stambok 1893 var lapphundar. Under 1900-talets första decennier arbetade SKK med att inventera inhemska hundrastyper för att avgöra vilka populationer som kunde utgöra självständiga raser. En första rasstandard publicerades 1908 av S. Sahlin; då benämndes rasen lapsk spets, en av flera varianter av den nordiska spetsen. Som en storleksvariant räknades samojedhunden eller ostjakhunden (som också finns i hälleforshundens härstamning). Fortfarande på 1960-talet angavs enfärgade hundar som önskvärt och ännu på 1970-talet förekom inte bara svarta utan även bruna och t.o.m. vita lapphundar. Rasen har, precis som västgötaspetsen, haft anlag för naturlig stubbsvans, men det har sedan några decennier uteslutits ur standarden.

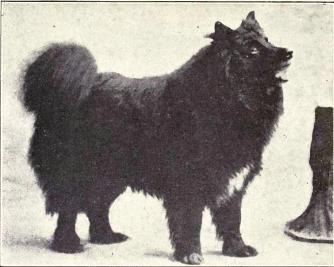
En "Lapland Sheepdog" från W.E. Masons "Dogs of all Nations" 1915.

1935 fick lappländsk spets sin standard slutgiltigt fastslagen. Denna erkändes av Fédération Cynologique Internationale (FCI) 1944. 1966 blev den korthåriga varianten, lapsk vallhund, en självständig ras i Finland, medan den tvåfärgade långhåriga varianten, finsk lapphund, erkändes som egen ras 1975. Den svenska lapphunden, som den ser ut idag, är alltså resultatet av ett successivt avsmalnande av den genetiska variationen. Den pregnanta exteriören som är så lätt att känna igen är inte den som lämpar sig bäst för klimatet på Nordkalotten och i fjällkedjan. När pälsen blir för lång och yvig drar den till sig snö, det bildas värmefickor som ger isbildning. Vid barmark drar den till sig stickor och skräp. Alltför raka vinklar på bakbenen är ett hinder i terrängen och i djupsnö.
Det senare 1900-talets svenska lapphund är resultatet av målmedvetet avelsarbete i södra Sverige, där den skall ha spridits på gods och större gårdar som en käck vallhund. Under 1930-talet fanns en livskraftig stam med framgångar på hundutställning. Under krigsåren försvann intresset och rasen decimerades och fick under andra halvan av 1940-talet rekonstrueras utifrån en mycket liten avelsbas hos ett par, tre uppfödare. Under 1950-talet företog sig Svenska Spetshundsklubben på SKK:s uppdrag att tillsammans med Arméhundväsendet och Lappväsendet att försöka förbättra samernas arbetande renvallare, som ansågs uppblandade, genom att ställa avelshundar till förfogande. Man beklagar sig över samernas "ointresse" och "oförmåga".
Precis som inom andra raser har man bedrivit linjeavel med hög inavelsgrad samt matadoravel där särskilt premierade avelshanar fått ge ett extremt stort antal kullar. När det var som värst 1984 var den genomsnittliga inavelsgraden hela 10,6 %. Det nuvarande målet är att komma ner i en inavelsgrad på maximalt 2,5 %. Det lilla avelsunderlaget gör att man på dispens måste tillåta parningar på hundar med låg grad av höftledsdysplasi om dessa har en härstamning som inte förekommer flitigt inom aveln. Svensk lapphund är alltså en genetiskt sårbar ras, men är trots det jämförelsevis frisk och sund. På 1960-talet drabbades rasen av den ärftliga sjukdomen hereditär juvenil neuronal muskelatrofi (JNM) som man haft hälsoprogram mot sedan 1970-talet. Sedan 1980 råder registreringsförbud för anlagsbärare. Sedan slutet på 80-talet har ingen hund påträffats med JNM.[källa behövs]

## Egenskaper
Lapphunden är en typisk spets- vaksam och tillgiven. Vaktinstinkten visar sig bl.a. i att den gärna skäller för att varna sitt husfolk. Den är härdig om det så gäller arbetsuppgifter på fjällvidderna eller i skogar fyllda med djup snö. Den är lättlärd och samarbetsvillig. Den anses också som barnvänlig. Den är även allergivänlig i de flesta fallen.

## Utseende
Svensk lapphund är något under medelstorlek. Idealmankhöjden för hanhundar är 48 cm, för tikar 43 cm. En avvikelse med 3 cm uppåt eller nedåt är tillåtet för både hanhundar och tikar. Den är livlig, vaksam, uthållig, vänlig, tillgiven och har en päls som passar bra i arktiskt klimat. Pälsen är trots sin täthet mycket lättskött. Rasen är huvudsakligen enfärgad, kan vara björnbrun till svart, med ev. vitt på bringan, tassarna eller svansspetsen. 
Svensk lapphund skall ha rektangulär kroppsbyggnad och god resning. Huvudet är kilformat med något välvd skalle, mycket tydligt stop och väl utfylld nosparti med rak nosrygg. Svart nostryffel. Ögonen skall inte sitta tätt; de skall vara runda, ganska stora men inte utstående och helst mörkbruna. Öronen skall vara brett ansatta och trekantiga och breda i basen. Övertippade öronspetsar är inte önskvärt. Halsen skall vara medellång och kroppen kompakt. Svansen skall vara ganska högt ansatt och är ringlad över ryggen när hunden rör sig.